# Зірочки скісні
Зірочки скісні, зірочки поперечні (Gagea transversalis) — вид рослин з родини лілійних (Liliaceae), поширений у центральній і південно-східній Європі.

## Походження назви

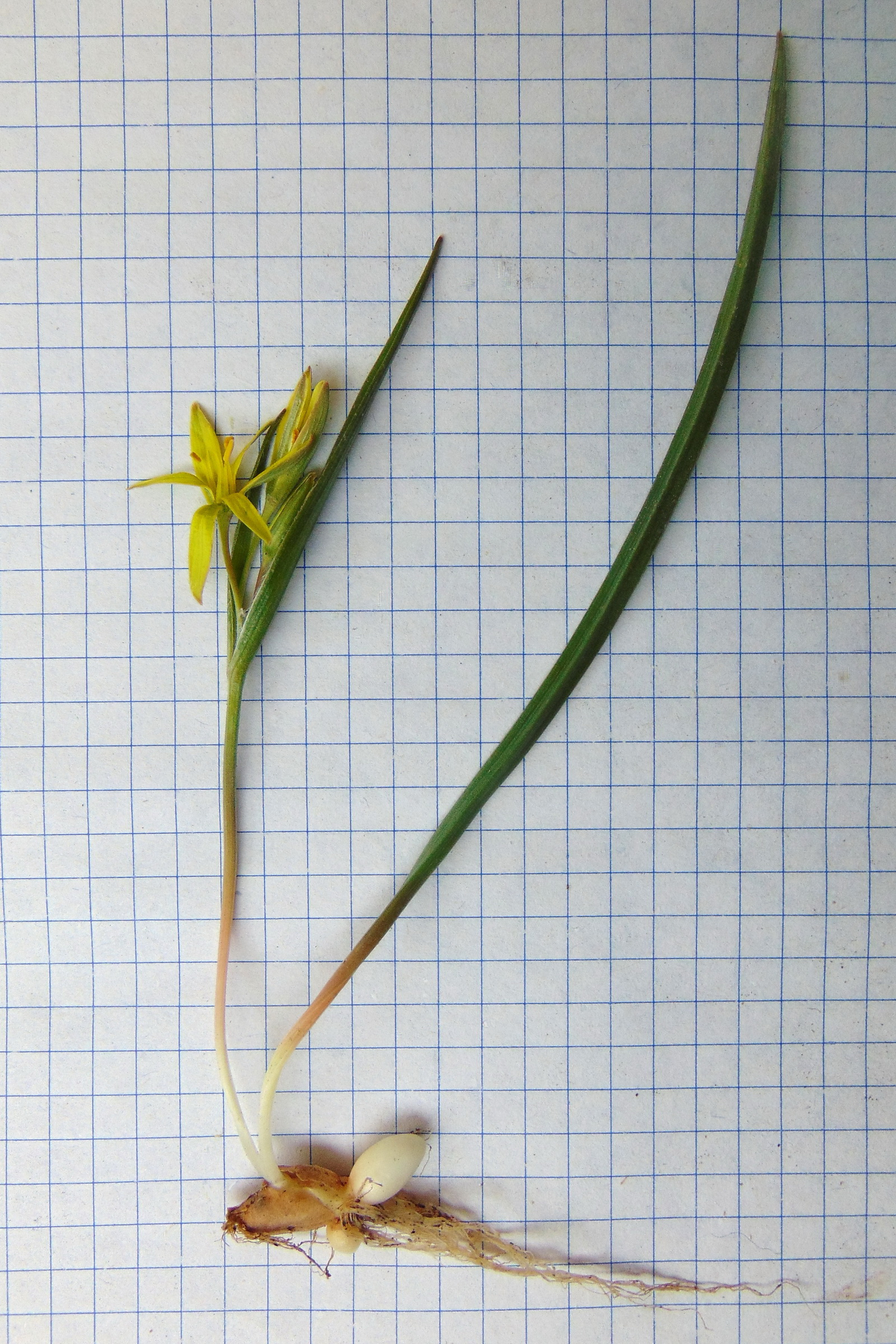

На території України біномінальна назва рослини  (Gagea transversalis Stev.) вживається, як правило, тільки для Криму. На більшій частині ареалу в межах України (Полісся, Лісостеп, Степ)  для назви рослини традиційно використовується синонім — зірочки Пачоського (Gagea paczoskii (Zapał.) Grossh.) (назва дана на честь відомого українського і польського ботаніка — Й. К. Пачоського).

## Опис
Багаторічна трав'яниста цибулинна рослина. Цибулин три; одна з них більша, а дві менші. Стебло 3—12(15) см заввишки. Прикореневий листок один, плескатий, 1,7—3,5 мм завширшки. Підсуцвітних листків два, розміщених звичайно супротивно і безпосередньо під суцвіттям; нижній з них довший від суцвіття. Суцвіття 1(3)—4(7)-квіткове. Квітконіжки в 1,5—2 рази довші від квіток, або іноді однакової з ними довжини. Листочки оцвітини жовті, лінійно-довгасті, 8(10)—13(17) мм завдовжки. Плід: майже куляста коробочка.

## Поширення
Поширений у центральній і південно-східній Європі.
В Україні поширений в Поліссі, Лісостепу, Степу, майже по всьому Криму.

## Екологія
Цибулинний ефемероїд. Як мезофіт і мегатроф, віддає перевагу свіжим, відносно багатим ґрунтам. Типова лучна рослина (пратант), але може витримувати незначне затінення (сціогеліофіт). Росте, як правило, на луках, але може зустрічатись на прилеглих лучно-степових і чагарниково-степових ділянках, серед розріджених чагарників  і рідколісся. Утворює зазвичай нечисленні, мозаїчно-лінійні ценопопуляції. Цвіте у кінці березня — квітні.  Ентомофіл. Вегетаційний період, як у всіх ефемероїдів, короткий.
В Україні зростає на луках, в чагарниках, на узліссях, на степових і трав'янистих схилах. 
В умовах Запорізького Правобережжя зустрічається виключно на суходільних луках і серед прилеглої розрідженої деревно-чагарникової рослинності.

## Охоронний статус
Зірочки Пачоського як регіонально рідкісну рослину занесено до Червоних списків рослин Київської, Івано-Франківської і Запорізької областей.
У Запорізькій області  вид охороняється в ландшафтному заказнику «Верхів'я балки Канцерівська», ентомологічному заказнику «Урочище Олень» і Національному заповіднику «Хортиця». 

## Галерея
Зірочки Пачоського (скісні). Запорізьке Правобережжя

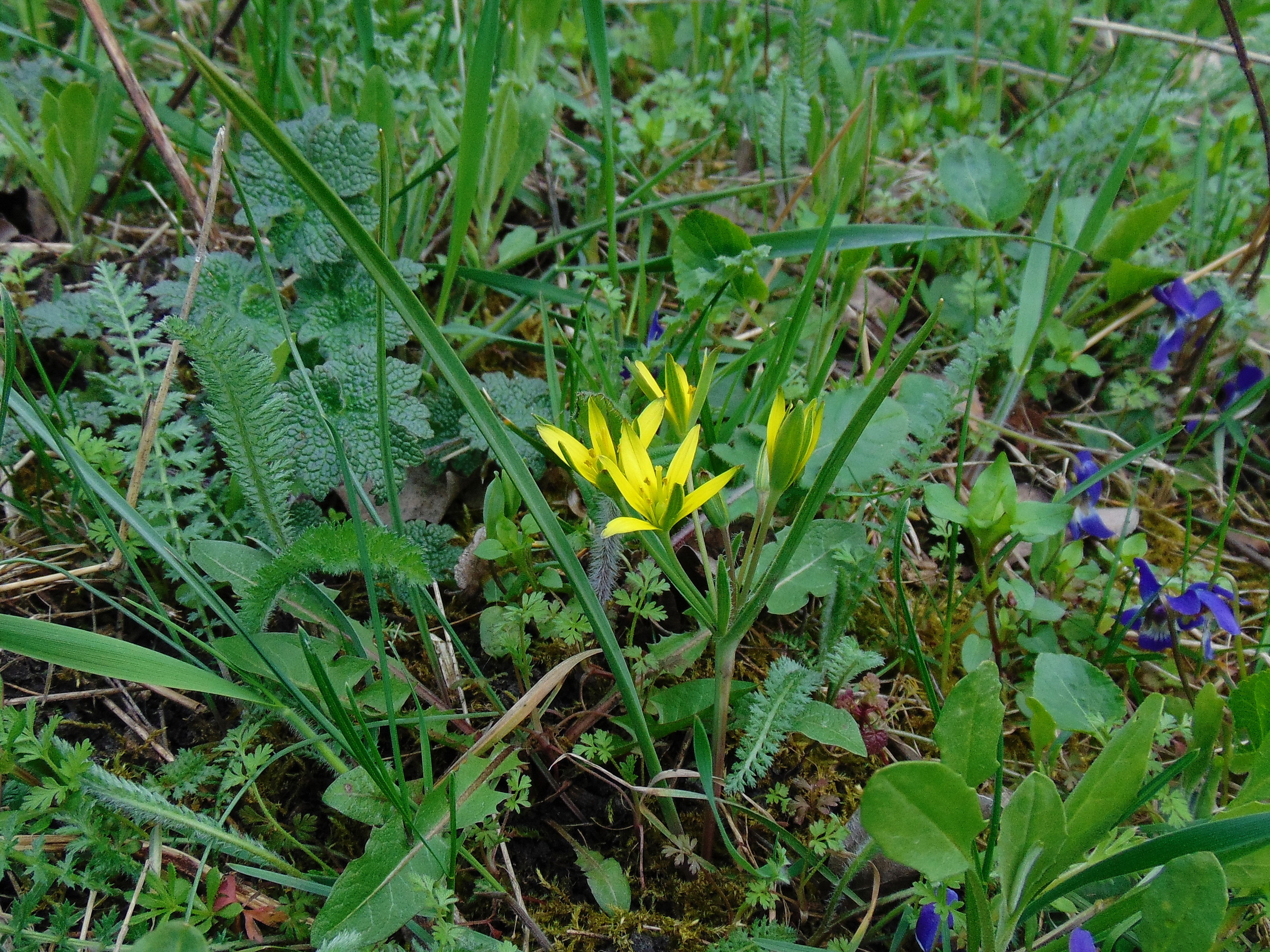
У долині р. Верхня Хортиця
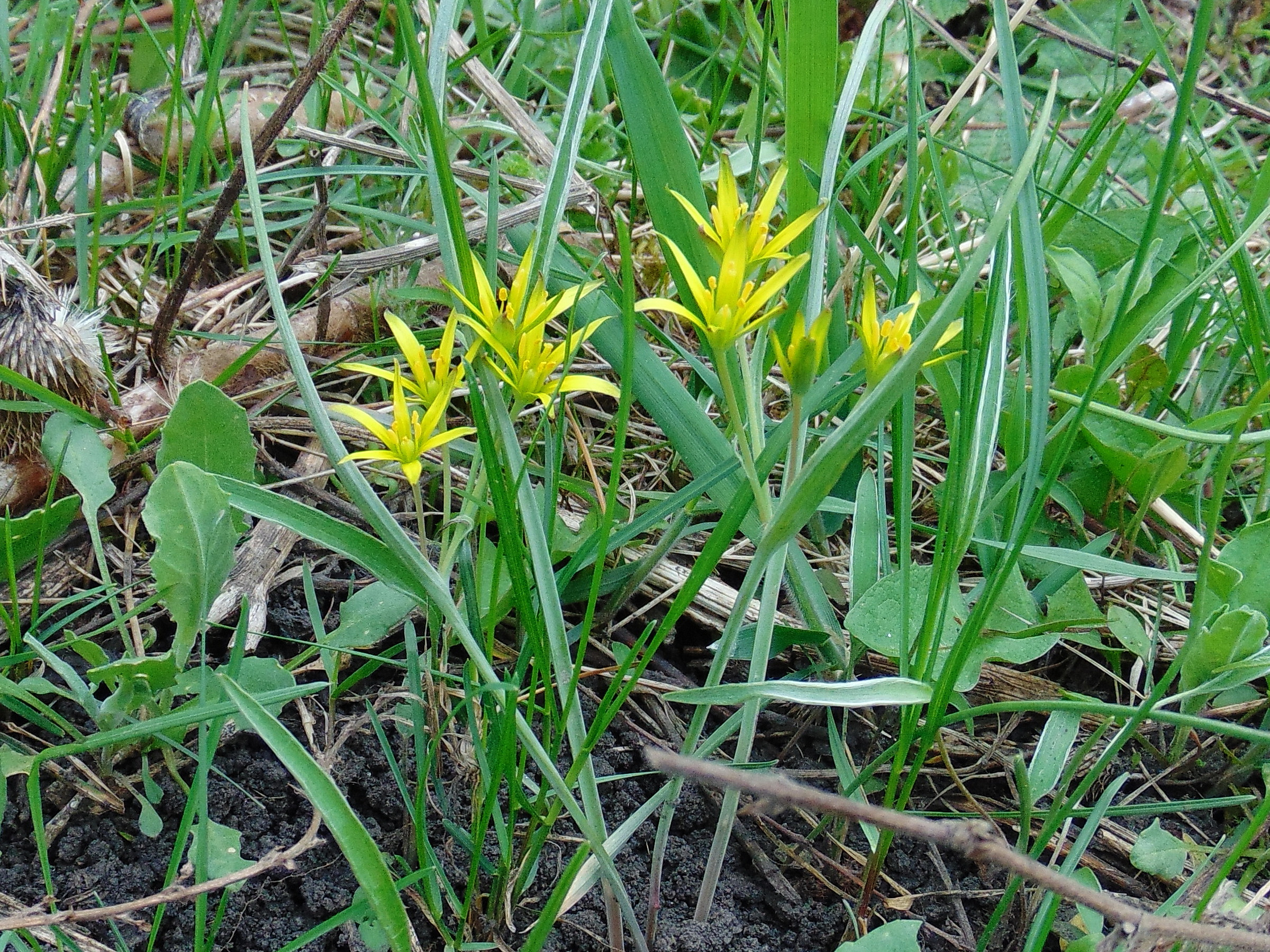
У балці Кайдацька
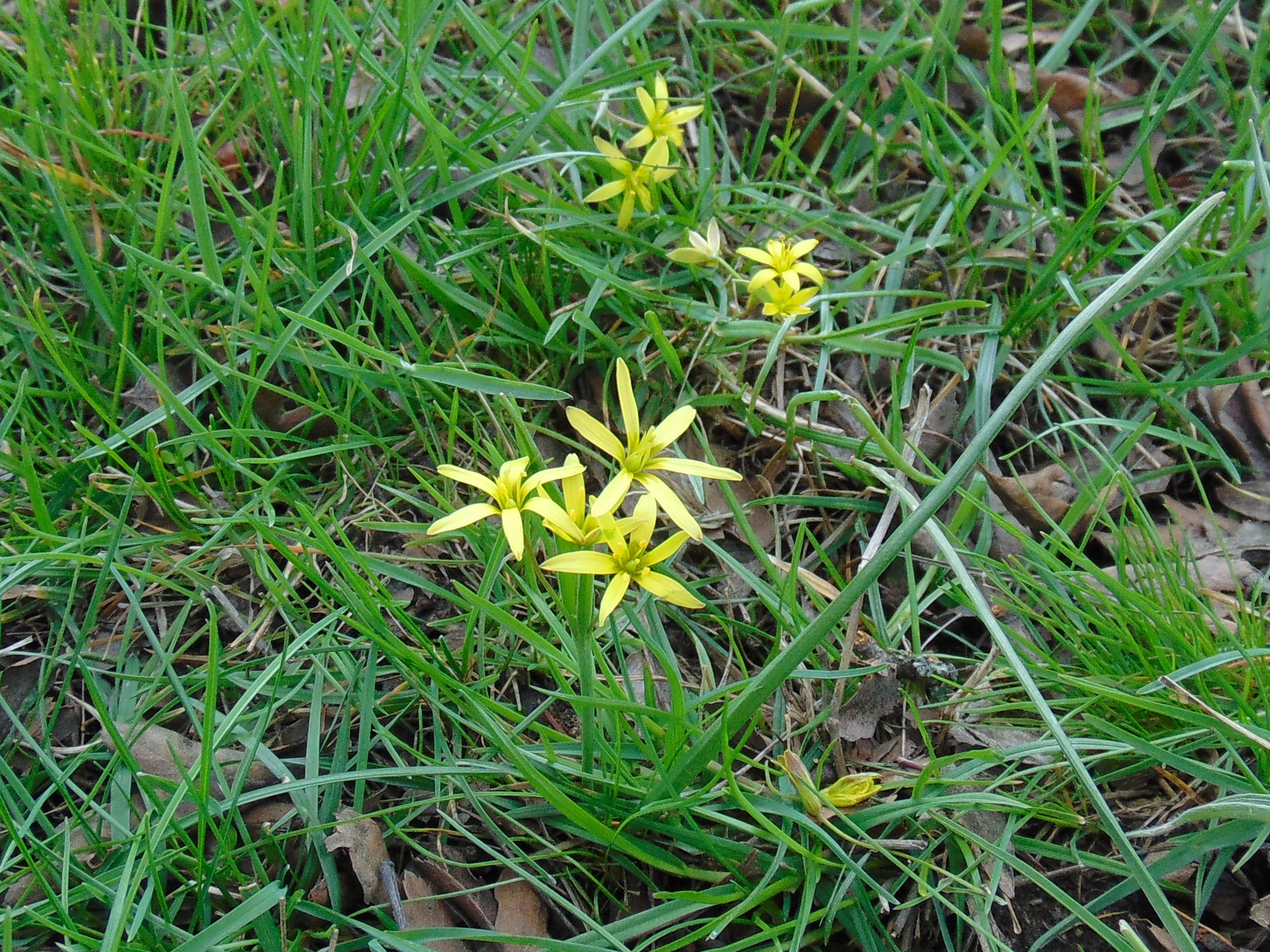
У ландшафтному заказнику «Верхів'я балки Канцерівська»
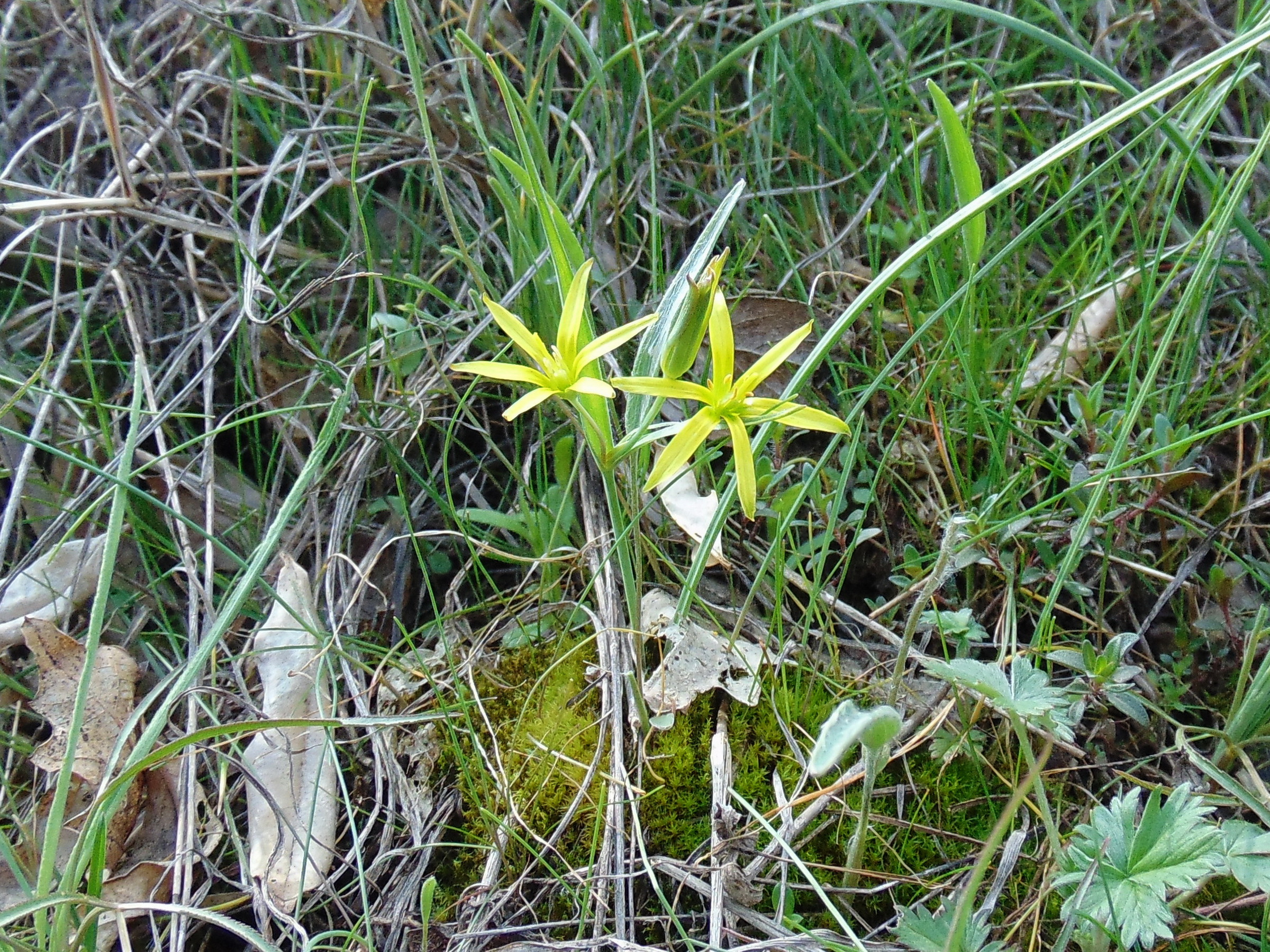
У долині р. Середня Хортиця
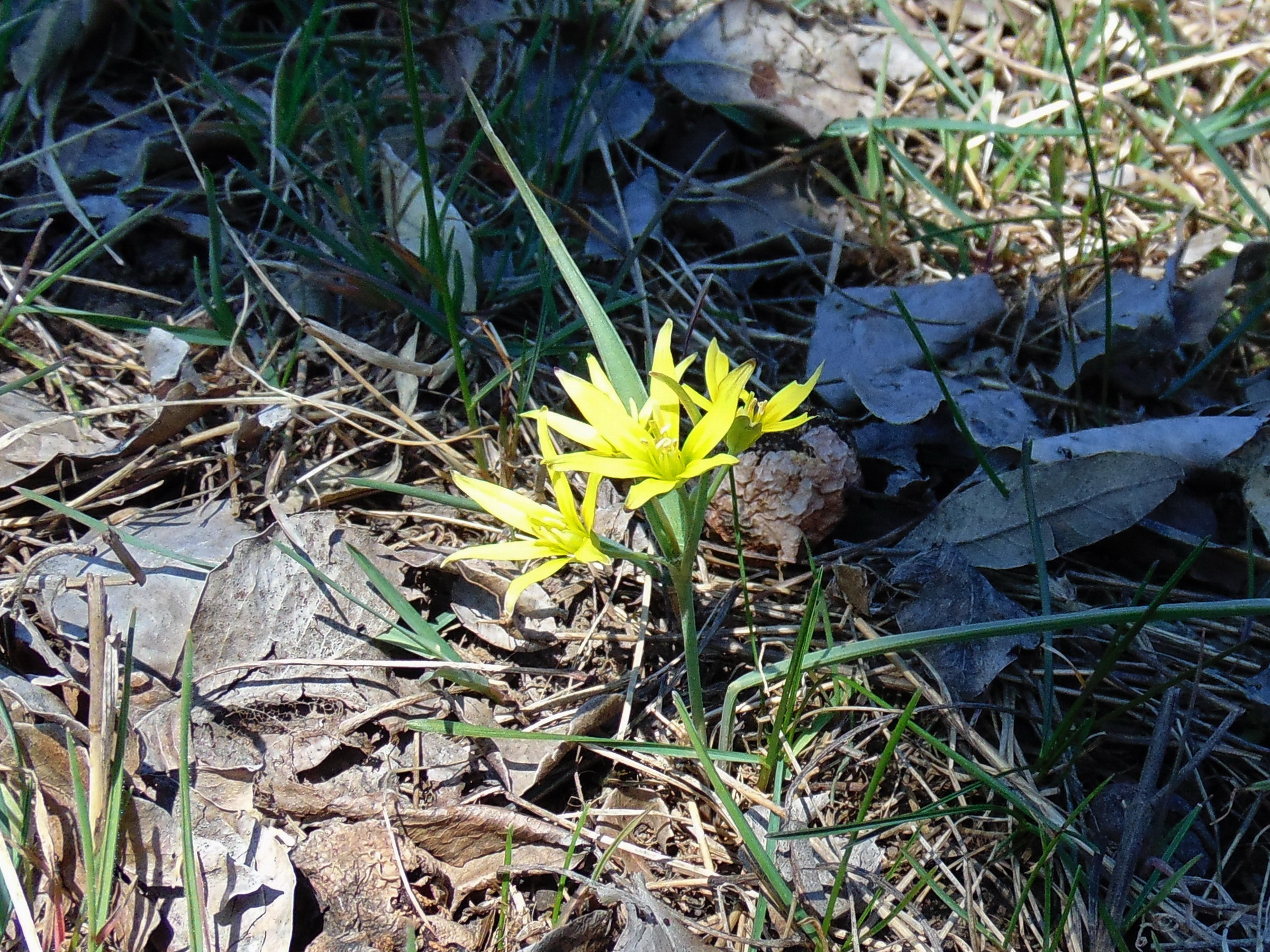
У долині р. Нижня Хортиця